# Célestine Ouezzin Coulibaly
Makoukou Célestine Ouezzin Coulibaly-Traoré, de soltera Macoucou Traoré, (nacida c. 1910-1914) fue una líder anticolonial en el África Occidental Francesa . Ayudó a establecer la sección de mujeres del Rassemblement Démocratique Africain en Costa de Marfil y Alto Volta, convirtiéndose en su secretaria general en 1948. En 1958, fue nombrada Ministra de Asuntos Sociales del Alto Volta, lo que probablemente la convirtió en la primera mujer en incorporarse a un gabinete en cualquiera de los gobiernos de habla francesa de África Occidental.

## Biografía
Ouezzin Coulibaly nació en la región de Banfora en el suroeste de la actual Burkina Faso, entonces conocida como Alto Volta. Conocida al nacer como Macoucou Traoré (o Makoukou Traoré), era hija de Balla Traoré, quien era jefe del Departamento de Sindou . Su educación culminó con un diploma de enseñanza. En 1930 se casó con Daniel Ouezzin Coulibaly, adquiriendo el nombre de Célestine en 1931 cuando ella y su esposo fueron bautizados como católicos .
Ayudó a establecer la sección de mujeres del Rassemblement Démocratique Africain en Costa de Marfil y Alto Volta, convirtiéndose en su secretaria general en 1948. Ouezzin Coulibaly fue una de las mujeres que encabezó una marcha de unas 1.500 mujeres hacia la prisión de Grand-Bassam el 24 de diciembre de 1949 pidiendo la liberación de sus maridos que, como miembros del movimiento independentista PDCI-RDA, habían sido encarcelados sin juicio por las autoridades coloniales francesas. Junto con sus compañeras líderes Anne-Marie Raggi, Marguérite Sacoum, Odette Yacé y Marie Koré, puede ser considerada una de las pioneras de la independencia de Costa de Marfil.
El 24 de octubre de 1958, Ouezzin Coulibaly fue nombrada Ministra de Asuntos Sociales, Vivienda y Empleo del Alto Volta. Su nombramiento, probablemente el primero de una mujer en el África occidental francesa, parecía ser un avance prometedor. Sin embargo, no fue tan revolucionario como podría haber parecido, ya que ocurrió solo seis semanas después de la muerte de su esposo, quien había sido presidente del Consejo en Alto Volta. Aunque su muerte probablemente jugó un papel importante en su nombramiento, como maestra de escuela capacitada y una de las pocas mujeres alfabetizadas del país, de hecho estaba sobradamente calificada para el puesto.
Después de dejar el cargo en 1959, a pesar de convertirse en la primera mujer miembro de la asamblea nacional, no obtuvo un puesto en el gobierno después de la independencia del Alto Volta en 1960 por lo que podría considerarse un paso atrás para el papel político de la mujer. En representación del Alto Volta, Ouezzin Coulibaly fue elegida para el Senado de la Comunidad Francesa el 30 de abril de 1959, donde formó parte del Comité de Transportes y Telecomunicaciones. Ocupó el cargo hasta el 16 de marzo de 1961.